# Mário Lanznaster
Mário Lanznaster (Presidente Getúlio, 30 de junho de 1940 – Chapecó, 18 de outubro de 2020) foi um agrônomo, engenheiro e empresário brasileiro. Foi um dos maiores líderes cooperativistas do Brasil, tendo sido presidente da Cooperativa Central Aurora Alimentos, o terceiro maior conglomerado agroindustrial do Brasil no setor de carnes no ano de 2020. 

## Biografia
Bisneto de agricultores austríacos que colonizaram a cidade de Nova Trento, Mário Lanznaster era o segundo filho mais velho de uma família de 15 irmãos que vivia da plantação de fumo e mandioca. Quando jovem não desejava ser um agricultor e foi para o seminário. Aos 18 anos foi convocado para servir no Exército, mas acabou indo para a universidade, tornando-se o primeiro membro da família a cursar o ensino superior. Formou-se em agronomia em 1967, pela Universidade Federal do Rio Grande do Sul (UFRGS). Em 1968, foi contratado para prestar assistência rural em uma cooperativa de suinocultura de Chapecó, oeste catarinense. Ingressou no cooperativismo em 1974 atendendo a um convite do fundador da Aurora, Aury Luiz Bodanese, que buscava qualificar as cooperativas para o desafio do mercado, capacitando seus assessores, técnicos e gestores. Em 1975 graduou-se em engenharia de segurança do trabalho pela Universidade Federal de Santa Catarina (UFSC). Em 1997 passou a presidir a Cooperativa Agroindustrial Alfa, cargo que ocupou até 2009. Em 2000 obteve o título de MBA em gestão empresarial para dirigentes de organizações do sistema de agronegócio e formação geral básica para altos executivos pela Fundação Getúlio Vargas (FGV) e Banco do Brasil. Em 2007 passou a presidir a Cooperativa Aurora, onde foi presidente reeleito três vezes. Era vice-presidente para assuntos estratégicos do agronegócio da Federação das Indústrias de Santa Catarina (Fiesc). Em 2020 faleceu aos 80 anos de idade em razão de um tumor no fígado. Foi casado com Edirce Lanznaster, com quem teve quatro filhos: Márcia, Fabiano, Fernando e Juliana.

## Cooperativismo
No sistema cooperativista sua trajetória foi marcada pela liderança e reconhecida pelo desenvolvimento. Além de presidente da Cooperativa Central Aurora Alimentos desde 2007, Lanznaster também presidiu a Cooperativa Agroindustrial Alfa (Cooperalfa) por 12 anos, foi vice-presidente da Organização das Cooperativas do Estado de Santa Catarina (OCESC) como representante do setor agropecuário (1988 a 1993) e atuou como vice-presidente de Assuntos Estratégicos do Agronegócio da FIESC desde 2009.
Também atuou como conselheiro de Administração do Serviço Nacional de Aprendizagem do Cooperativismo (SESCOOP) de 2004 a 2007 e conselheiro Fiscal da Federação das Cooperativas do Estado de SC (Fecoagro) entre 2008 e 2012.
Por seu papel como líder cooperativista foi condecorado com comenda de Mérito Empresarial Carl Franz Albert Hoepcke, em Sessão Solene de Outorga na Assembleia Legislativa do Estado de Santa Catarina em Florianópolis/SC em 2006; recebeu outorga de Ordem do Mérito Industrial de Santa Catarina do sistema FIESC em 2006; título de Cidadão Honorário de Chapecó (2004), Quilombo (2001) e Xaxim (2013); conquistou comenda da Ordem do Mérito Nacional da Indústria concedido pela Confederação Nacional da Indústria (CNI) em 2015 e foi eleito Personalidade de Vendas pela Associação dos Dirigentes de Vendas e Marketing do Brasil (ADVB/SC) em 2018.